# Michala Banas
Michala Elizabeth Laurinda Banas (* 14. November 1978 in Wellington, Neuseeland) ist eine neuseeländische Schauspielerin und Sängerin.

## Leben und Karriere
Michala Elizabeth Laurinda Banas wurde 1978 in Wellington, Neuseeland geboren. Mit zehn Jahren zog sie mit ihrer Familie nach Australien, wo sie heute noch lebt. Michala ist die Tochter des erfolgreichen Produzenten und Drehbuchautors John Banas.
Sie war schon in zahlreichen neuseeländischen und australischen Fernsehserien wie Die verlorene Welt und In Sachen Mord zu sehen. 2002 trat sie neben Sarah Michelle Gellar und Freddie Prinze junior in dem Kinofilm Scooby-Doo auf. Im Jahr 2003 veröffentlichte sie den Song Kissin’ The Wind. Von 2004 bis 2008 gehörte sie in der Rolle der Kate Manfredi zur Stammbesetzung der australischen Erfolgsserie McLeods Töchter. Sie spielt immer wieder in kleineren Theaterproduktionen, die ihr am Herzen liegen (Melbourne Theatre, Shakespeare Republic) und setzt sich für soziale Projekte ein.

## Filmografie (Auswahl)
- 1995: Mirror, Mirror (Fernsehserie, 20 Folgen)
- 1996: Flipper (Fernsehserie, 4x06 Spring Break)
- 1998: State Coroner (Fernsehserie, zwei Folgen)
- 1999–2000: Blue Heelers (Fernsehserie, zwei Folgen)
- 1999: In Sachen Mord (Murder Call, Fernsehserie, Folge 3x11 Cut & Dried)
- 2000: Die verlorene Welt (The Lost World, Fernsehserie, Folge 1x15 Unnatural Selection)
- 2000: Twist total – Eine australische Familie legt los (Round the Twist, Fernsehserie, 13 Folgen)
- 2000: Something in the Air
- 2001: Always Greener
- 2001: Beastmaster – Herr der Wildnis (BeastMaster, Fernsehserie, Folge 2x19 Mydoro)
- 2001: Der Sattelclub (The Saddle Club, Fernsehserie, Folge 1x08 Star Quality)
- 2002: Scooby-Doo
- 2003: Ned
- 2004–2008: McLeods Töchter (McLeod’s Daughters, Fernsehserie, 119 Folgen)
- 2008: Nachbarn (Neighbours, Fernsehserie, 23 Folgen)
- 2009: The Colours of Home (Kurzfilm)
- 2011–2016: Winners & Losers (Fernsehserie, 17 Folgen)
- 2012: Beaconsfield (Fernsehfilm)
- 2013–2015: Nowhere Boys (Fernsehserie, 21 Folgen)
- 2013–2016: Upper Middle Bogan (Fernsehserie, 24 Folgen)
- 2014: Sam Fox Extreme Adventures (Fernsehserie, eine Folge)
- 2015: Party Tricks (Miniserie, eine Folge)
- 2015: Miss Fishers mysteriöse Mordfälle (Miss Fisher’s Murder Mysteries, Fernsehserie, eine Folge)
- 2016: Luke Warm Sex (Fernsehserie, eine Folge)
- 2016: The Doctor Blake Mysteries (Fernsehserie, eine Folge)
- 2018: That’s Not My Dog!
- 2019: Bad Mothers (Fernsehserie, vier Folgen)
- 2020: Halifax: Retribution (Fernsehserie, vier Folgen)
- 2020: Larry the Wonderpup (Fernsehserie, acht Folgen)
- 2023: Turn Up the Volume (Fernsehserie, fünf Folgen)
- 2023–2024: Spooky Files (Fernsehserie, drei Folgen)
- 2023: Gold Diggers (Fernsehserie, sechs Folgen)
- 2024: Fam Time (Fernsehserie, sechs Folgen)
- 2024: A Remarkable Place to Die (Fernsehserie, eine Folge)

## Auszeichnungen
- 1996: NZ Film & TV Awards – Nomination for Best Juvenile Performance - Mirror Mirror
- 2002: Logie Nomination – Most Popular Female Talent – Always Greener
- 2010: Helpmann Award – Best Lead Actress in a Musical – Avenue Q